# Xylopia peekelii
Xylopia peekelii är en kirimojaväxtart som beskrevs av Friedrich Ludwig Diels. Xylopia peekelii ingår i släktet Xylopia och familjen kirimojaväxter. Inga underarter finns listade i Catalogue of Life.